# ZÈRTZ
ZÈRTZ est un jeu de stratégie combinatoire abstrait de Kris Burm sorti en 1999.